# NGC 423
NGC 423 is een spiraalvormig sterrenstelsel in het sterrenbeeld Beeldhouwer. Het hemelobject ligt ongeveer 60 miljoen lichtjaar van de Aarde verwijderd en werd op 14 november 1835 ontdekt door de Britse astronoom John Herschel.

## Synoniemen
- PGC 4266
- ESO 412-11
- MCG -5-4-4
- IRAS01090-2929